# Mickey Finn
Michael Norman Finn (Thornton Heath, 3 de junho de 1947 – Croydon, 11 de janeiro de 2003) foi o percussionista e acompanhante de Marc Bolan em sua banda de glam rock, T. Rex. Após o falecimento de Bolan e por consequência, a dissolução do T. Rex, ele trabalhou como músico de sessão para o The Blow Monkeys e a banda de rock alternativo The Soup Dragons.

## História
Finn nasceu em Thornton Heath, Surrey, na Inglaterra. Depois que ele se juntou ao Tyrannosaurus Rex no final de 1969, havia rumores de que Bolan havia contratado Finn por sua boa aparência e porque admirava sua motocicleta, e não por sua habilidade musical. Finn foi incapaz de recriar os complexos padrões rítmicos de seu antecessor, Steve Peregrin Took, e foi efetivamente contratado tanto para um contraste visual para Bolan quanto para sua bateria. O noticiário da BBC comentou sobre isso, dizendo que "Marc Bolan deveria ter dito de Finn: 'Ele não pode cantar... mas ele parece soberbo.'"
Mickey Finn afirmou, em um programa de rádio na Dinamarca no qual ele e Marc Bolan apareceram como DJs convidados, que sua maior influência na percussão foi o prolífico mestre Henry Gibson da banda de Curtis Mayfield. Entre 1969 e 1971, a contribuição de Finn para a música de Bolan, como bongocero, backing vocal e ocasional baixista, foi essencial, porque o T. Rex começou como Tyrannosaurus Rex, uma dupla, e Marc precisava de um substituto para Took. Algo como um personagem dentro e fora do palco, Finn costumava ser visto usando um chapéu (incluindo um chapéu-coco verde), uma marca registrada que foi adotada por uma proporção significativa de fãs do T. Rex. Em dezembro de 1974, Finn deixou a banda.
Durante o final dos anos 1980 e início dos anos 1990, Finn fez algumas aparições com a banda de rock de West London, Checkpoint Charlie, liderada por Mick Lexington.
Em 1991, ele se juntou à banda de R&B Croydon, WD40, que tinha uma formação fluida baseada em seu velho amigo, o baterista Stewart Childs, Colin Goody e Pete Robins. A banda então adicionou guitarristas, percussionistas, etc. conforme necessário, mas Finn foi forçado a se aposentar após cerca de 12 meses devido a problemas de saúde. Algumas faixas ao vivo sobrevivem dessa formação. Finn também foi convidado para tocar no show homenageando os cinquenta anos de Marc Bolan, organizado por Mick Gray (ex-gerente de turnê e roadie do T. Rex) no Cambridge Corn Exchange em 30 de setembro de 1997.
Finn voltou à cena musical mainstream em 1997, liderando o Mickey Finn's T. Rex, tocando músicas antigas do T. Rex até seus últimos dias.
Em 2020, o T. Rex foi introduzido no Rock and Roll Hall of Fame.

## Morte
Finn morreu em Croydon, Surrey, em 11 de janeiro de 2003, aos 55 anos. Seu empresário, Barry Newby, comentou que era provável que a doença e a morte de Finn fossem devido a problemas no fígado e nos rins, mas não foi confirmado no momento da entrevista.